# Bruingebandeerde specht
De bruingebandeerde specht (Campephilus pollens) is een vogel uit de familie Picidae (Spechten).

## Verspreiding en leefgebied
Deze soort komt voor van noordelijk centraal Colombia tot Peru en telt twee ondersoorten:
- C. p. pollens: van noordelijk centraal Colombia en zuidwestelijk Venezuela tot Ecuador.
- C. p. peruvianus: Peru.

## Status
De grootte van de populatie is niet gekwantificeerd maar de soort wordt omschreven als niet algemeen voorkomend. Op de Rode lijst van de IUCN heeft deze soort de status niet bedreigd.